# Bolo Chiffon

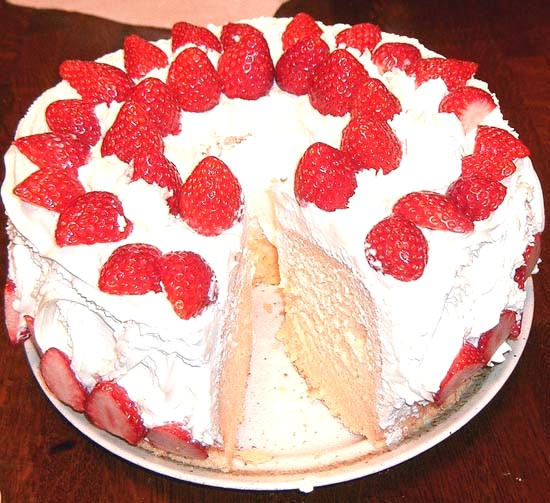
Bolo Chiffon com morangos

Um bolo Chiffon é um bolo muito leve, feito de óleo vegetal, ovo, açúcar, farinha, fermento e saborizantes. É uma combinação entre bolo amanteigado e bolo esponja. Diferentemente da manteiga, comumente utilizada em bolos, é difícil aerar o óleo, por isso o bolo Chiffon, assim como o bolo Angel's food, consegue uma textura fofa por bater as claras em neve, e adicionando-as à massa antes de cozer.

## Características
Os altos teores de óleo e ovos criam um bolo muito úmido, e como o óleo se mantém líquido a baixas temperaturas, o bolo Chiffon não tende a endurecer como os outros bolos. Sendo assim, o bolo Chiffon é ideal para coberturas e recheios que necessitem de refrigeração, como o sorvete. O bolo Chiffon normalmente possui menos gordura saturada que outros bolos amanteigados, o fazendo potencialmente mais saudável que seus correspondentes feitos de manteiga. Em contrapartida, a ausência de manteiga faz com que o bolo Chiffon não seja tão rico em sabor, sendo necessário um recheio como frutas ou chocolate.